# 伊古迈尼察
伊古迈尼察（羅馬化：Igoumenitsa）是希腊西北部伊庇鲁斯大区塞斯普罗蒂亚专区的市镇，及该专区的首府。坐落于伊奥尼亚海东岸，是希腊西北门户，海陆交通枢纽。市镇面积为428.4平方公里，2021年人口数量为25,698人。
现今范围的市镇设立于2011年地方政府改革中，由原5个市镇合并而成，原市镇则成为此市镇的5个市区。伊古迈尼察市区（即原伊古迈尼察市镇）的面积为111.752平方公里，2021年人口数量为18,562人。
伊古迈尼察是纵贯希腊北部的希腊2号国道的起点。伊古邁尼察的平均降雨量約為1100毫米，相比首都雅典只有380毫米、克里特只有640毫米。

## 歷史人口
| 年份 | 同名社区 | 同名市区 | 整个市镇 |
| ---- | -------- | -------- | -------- |
| 1981 | 6,389    | -        | -        |
| 1991 | 6,807    | 11,608   | -        |
| 2001 | 9,104    | 14,710   | -        |
| 2011 | 9,145    | 17,902   | 25,814   |

## 當地景觀

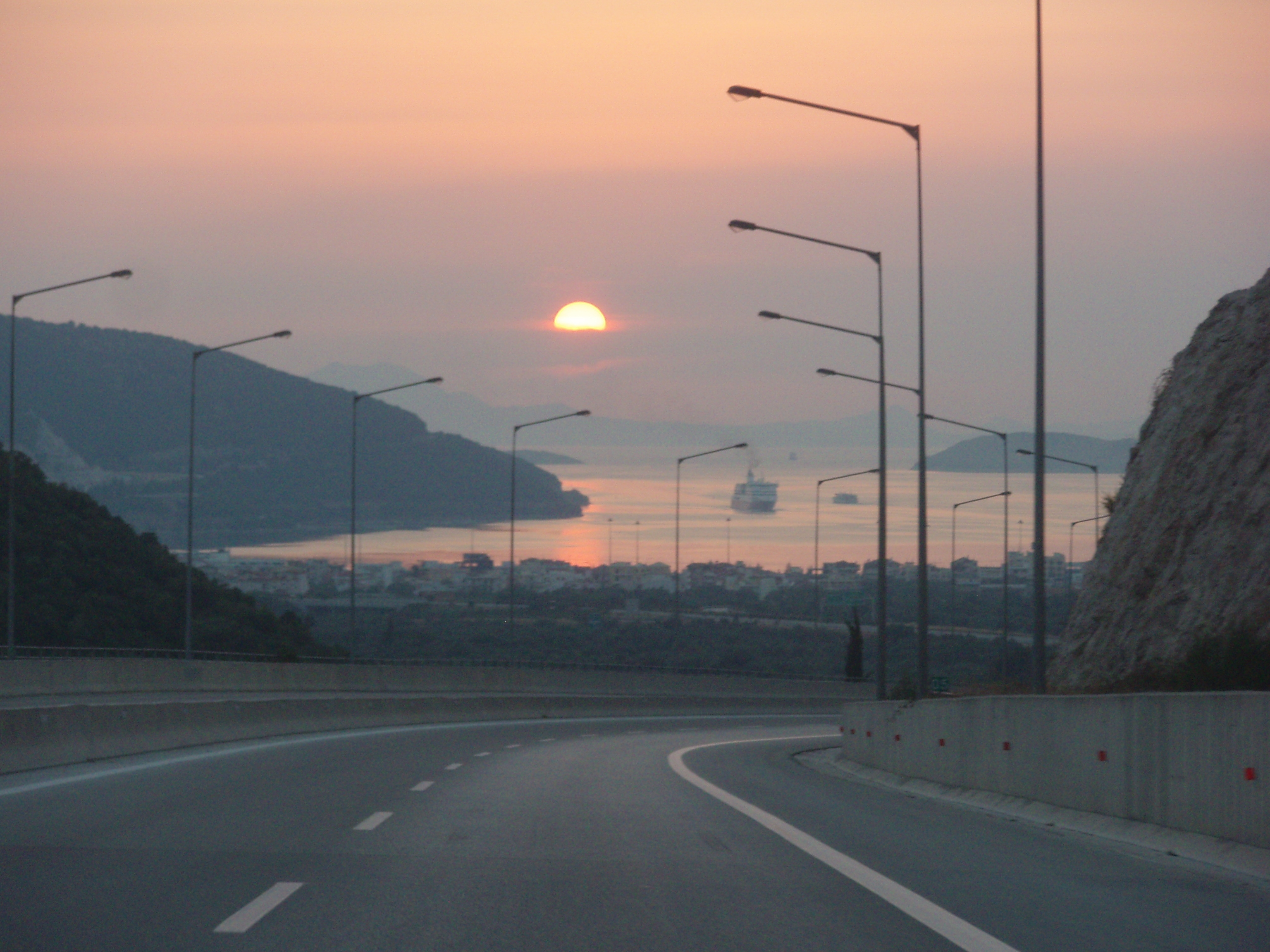
希腊2号国道
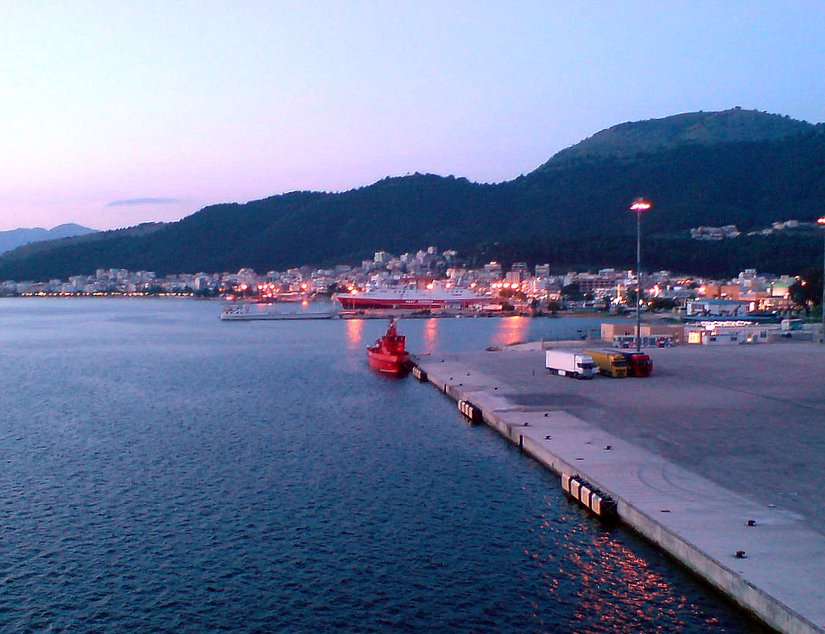
伊古邁尼察港
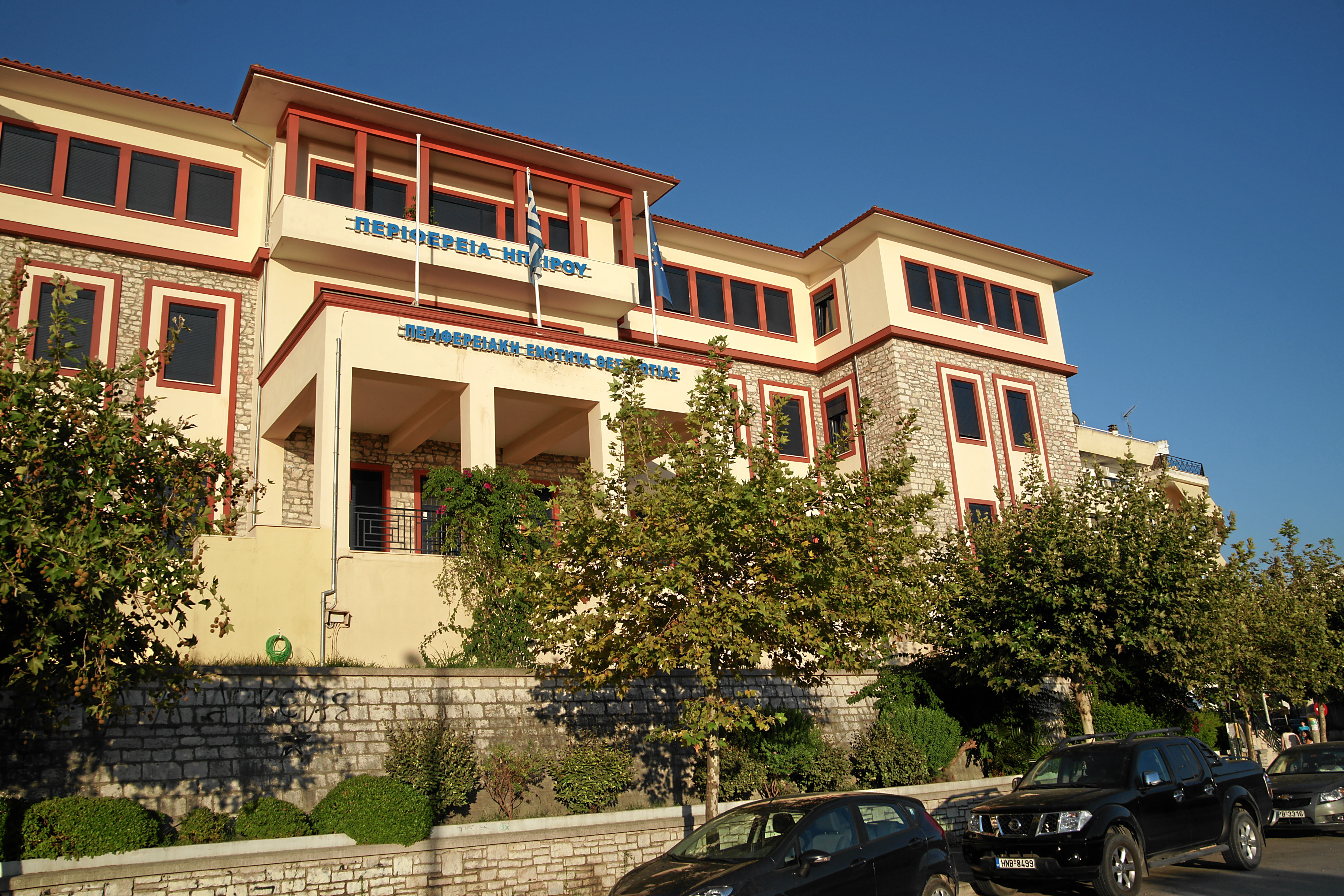
塞斯普罗蒂亚专区政府楼
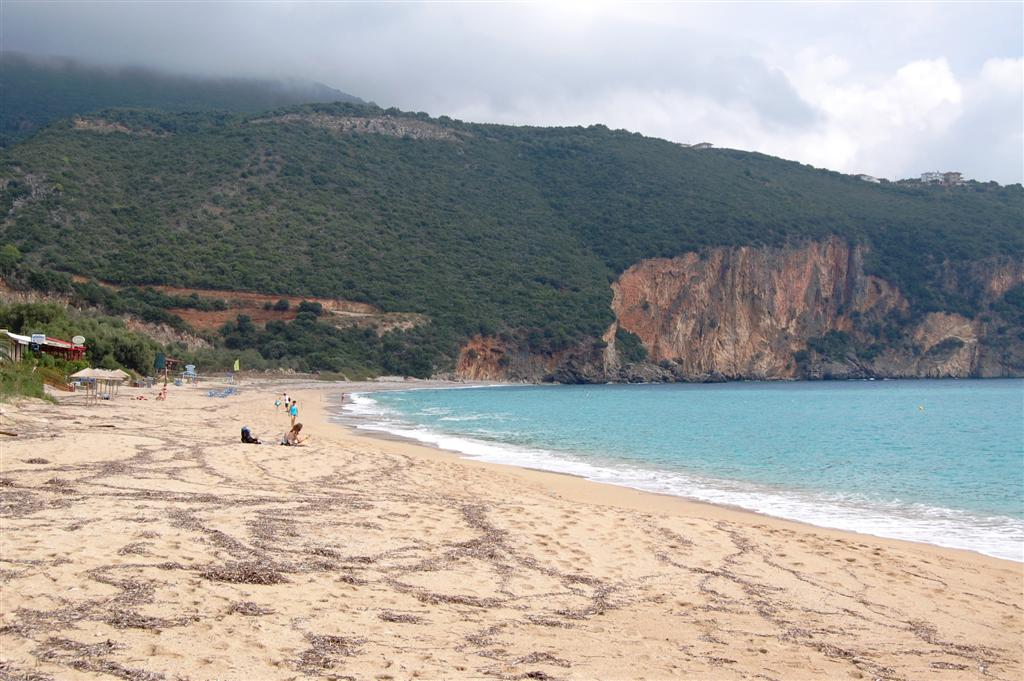
沙灘